# Gerard William Egerton Heath
Gerard William Egerton Heath, britanski general, * 1897, † 1980.